# Corniglio
Corniglio é uma comuna italiana da região da Emília-Romanha, província de Parma, com cerca de 2.315 habitantes. Estende-se por uma área de 166 km², tendo uma densidade populacional de 14 hab/km². Faz fronteira com Bagnone (MS), Berceto, Calestano, Filattiera (MS), Langhirano, Monchio delle Corti, Palanzano, Pontremoli (MS), Tizzano Val Parma.

## Demografia
| Variação demográfica do município entre 1861 e 2011                               |
|                                                                                   |
| Fonte: Istituto Nazionale di Statistica (ISTAT) - Elaboração gráfica da Wikipedia |